# Rennes–Saint-Jacques repülőtér
A Rennes–Saint-Jacques (IATA: RNS, ICAO: LFRN) egy nemzetközi repülőtér Franciaországban, Rennes közelében. Éves utasforgalma 643 231 fő (2022).

## Kifutók
A repülőtér futópályái:
- 10/28 (2100 m, 45 m, bitumen)
- 14/32 (850 m, 30 m, bitumen)

## Légitársaságok és uticélok
| Légitársaság        | Célállomások |
| ------------------- | --- |
| Aer Lingus Regional | Szezonális: Cork, Dublin |
| Air France          | Amsterdam, Lyon, Marseille, Nizza, Paris–Charles de Gaulle, Strasbourg, Toulouse Szezonális: Ajaccio, Bastia, Calvi, Figari |
| Chalair Aviation    | Bordeaux |
| easyJet             | Lyon, Nizza, Toulouse (2020 március 31-től)                                                                                 |
| Flybe               | London–Southend |
| Iberia Express      | Madrid |
| Lufthansa           | Szezonális: Frankfurt (2020 március 31-tő)                                                                                  |
| TUI fly Belgium     | Szezonális: Korfu, Palermo                                                                                                  |
| Volotea             | Szezonális: Marseille |
| Vueling             | Barcelona Szezonális: Palma de Mallorca                                                                                     |

## Forgalom
Az utasforgalom az elmúlt években az alábbi módon változott:
| Utasok száma | 299 506 | 421 580 | 378 699 | 405 464 | 496 135 | 432 931 | 501 140 | 640 768 | 851 976 | 643 231 |
|              | 1997    | 2000    | 2003    | 2005    | 2008    | 2011    | 2014    | 2016    | 2019    | 2022    |